# Peristylus jinchuanicus
Peristylus jinchuanicus är en orkidéart som beskrevs av Kai Yung Lang. Peristylus jinchuanicus ingår i släktet Peristylus och familjen orkidéer. Inga underarter finns listade i Catalogue of Life.